# Petras Vežbavičius
Petras Vežbavičius (* 1. August 1950 in Išlestakiai, Rajon Jurbarkas) ist ein litauischer Politiker von Raseiniai.

## Leben
1951 wurde er mit seiner Familie nach Oblast Tomsk deportiert. 1958 kamen sie nach Litauen. Er lernte in der Rajongemeinde Jurbarkas. Nach dem Abitur 1969 an der Mittelschule Ariogala absolvierte er das Studium 1973 am Vilniaus pedagoginis institutas und wurde Lehrer für Physik und Astronomie. Ab 2003 war er stellv. Bürgermeister, von 2008 bis 2010 Bürgermeister der Rajongemeinde Raseiniai. 
Ab 2006 ist er Mitglied von Tvarka ir teisingumas. 

## Quelle
- 2008 m. Lietuvos Respublikos Seimo rinkimai - Partija Tvarka ir teisingumas - Iškelti kandidatai (Memento vom 8. Februar 2014 im Internet Archive)

| Personendaten    | Personendaten                |
| ---------------- | ---------------------------- |
| NAME             | Vežbavičius, Petras          |
| KURZBESCHREIBUNG | litauischer Politiker        |
| GEBURTSDATUM     | 1. August 1950               |
| GEBURTSORT       | Išlestakiai, Rajon Jurbarkas |